# Cienciología
La cienciología (en inglés Scientology) es un sistema de prácticas y creencias religiosas desarrollado en 1954 por el autor estadounidense L. Ron Hubbard (1911-1986). Hubbard inicialmente desarrolló un programa de ideas que llamó dianética, que fueron propagadas por la Fundación Dianética. La fundación pronto quedó en bancarrota y Hubbard perdió los derechos de Dianética: la ciencia moderna de la salud mental en 1952. Entonces recaracterizó el asunto como religión y lo rebautizó como cienciología, manteniendo la terminología, doctrinas, el electropsicómetro y la práctica de las auditorías. En un año, recuperó los derechos de «Dianética» y retuvo ambos temas bajo el abrigo de la Iglesia de la Cienciología. Hubbard describe la etimología de la palabra Scientology a partir de la palabra latina scio, «saber» o «distinguir», y la palabra griega logos, que significa «la palabra o la forma exterior por la que el pensamiento interior se expresa y se da a conocer». Hubbard escribió "por tanto, cienciología significa saber sobre el saber, o la ciencia del conocimiento".
Los grupos de Hubbard se han enfrentado a controversia y oposición considerables. En enero de 1951, el Consejo de Examinadores Médicos de Nueva Jersey demandó a la Fundación de Investigación de la Dianética de Hubbard bajo el cargo de enseñar medicina sin una licencia. Además, los seguidores de Hubbard realizaron durante los años de 1970 un programa de infiltración criminal en el Gobierno Federal de los Estados Unidos.
La cienciología predica que los humanos son seres espirituales inmortales que han olvidado su verdadera naturaleza. Su método de rehabilitación espiritual se llama «auditación», y al hacerla, los practicantes reviven hechos o experiencias traumáticas (a menudo olvidadas) de su pasado con el objetivo de liberarse de su carga negativa o efectos limitadores y así mejorar su vida presente y futura. Tanto los materiales de estudio como las sesiones de auditación son de pago.
En Alemania se clasifica a los grupos cienciólogos como una «secta anticonstitucional». En Francia, han sido clasificados como secta peligrosa por algunos informes parlamentarios. Está considerada como religión en varios países (España, Estados Unidos, Reino Unido, Italia, Sudáfrica, Australia, Nueva Zelanda, Portugal), aunque también está considerada como empresa (Suiza) u organización sin ánimo de lucro (Noruega).
Existen varias organizaciones que aplican los principios de la cienciología en diferentes áreas de la vida. De estas, destacan la promoción de servicios sociales como: Narconon, para la rehabilitación de drogadictos, y Criminon, para la rehabilitación de presos y su posterior reinserción social con éxito. También distribuyen el libro El camino a la felicidad: una guía de sentido común para vivir mejor, con 21 preceptos para guiar a las personas en las elecciones que uno se encuentra en la vida.

## Historia
La dianética se considera precursora de la cienciología. A través del estudio del humano realizado por la dianética, se fueron "descubriendo" facetas espirituales que condujeron a la creación de una nueva religión: la cienciología. El primer libro de L. Ronald Hubbard sobre el tema fue Dianética: la ciencia moderna de la salud mental. En la actualidad, también se vende con el título Dianética: el poder de la mente sobre el cuerpo (Dianetics: the Power of the Mind over the Body). Se convirtió en un libro muy vendido muy poco después de su aparición.
Las doctrinas de la cienciología fueron establecidas por Hubbard durante cerca de 34 años desde 1951 hasta su muerte en enero de 1986 y difundidas en forma de miles de conferencias, libros, ensayos y políticas. La mayoría de los principios básicos de la cienciología se presentaron durante los primeros 15 años de su existencia, dedicando posteriormente Hubbard la mayor parte de su tiempo a niveles superiores y más avanzados de mejora espiritual. La Iglesia describe sus acciones como una mejora y ampliación de la factibilidad y uso de estos principios.
La palabra «cienciología» tiene su propia historia. Aunque actualmente está asociada casi exclusivamente con la obra de Hubbard, fue acuñada por el filólogo Alan Upward en 1907 como sinónimo de «pseudociencia».
En 1934, el escritor germano-argentino Anastasius Nordenholz publicó un libro en el que usaba la palabra: «Cienciología, ciencia de la constitución y la utilidad del conocimiento» (Scientologie, Wissenschaft von der Beschaffenheit und der Tauglichkeit des Wissens). La cienciología de L. Ronald Hubbard 
define la etimología como la unión de la palabra latina scio (‘saber’) y la griega λόγος lógos (‘estudio’). Para la cienciología de L. Ron Hubbard, esta combinación significa "saber cómo saber". La cienciología de Hubbard también se define como "el estudio y el manejo del espíritu en relación consigo mismo, con los universos y con otros seres vivos".

## La cienciología como religión
El reconocimiento de la cienciología como religión (recibiendo las garantías legales y beneficios impositivos que se les suelen conceder) varía según los países. Estados Unidos, Reino Unido, Sudáfrica, Venezuela, Suecia y Australia le han otorgado este reconocimiento.
En Francia, un informe gubernamental del 2000 categorizó a la cienciología como una "secta absoluta" y recomendó su prohibición.
En Bélgica se la considera una organización potencialmente peligrosa, investigada por las autoridades y los tribunales. 
Los tribunales de Suiza han dictado sentencias en 1999 y en el 2000 que niegan su carácter de «religión» y la califican como meramente «comercial».
En 1982, el Tribunal Supremo de Australia dictaminó que el gobierno estatal de Victoria no podía declarar que la Iglesia de la Cienciología no era una religión. El Tribunal trató el asunto de la fe, más que de la posible charlatanería: «La charlatanería es un precio necesario de la libertad religiosa, y si un autoproclamado profesor persuade a otros a creer en una religión que él propone, la falta de sinceridad o integridad por su parte no es incompatible con el carácter religioso».
En 1993, la Hacienda Pública de los Estados Unidos (IRS), «tras estudiar la voluminosa información sobre sus operaciones financieras y de otra índole proporcionada por la Iglesia», la reconoció como una «organización dirigida exclusivamente hacia fines religiosos y caritativos», estatus que había perdido en 1967 como consecuencia de una auditoría.
Este cambio de postura de la IRS, tras mantener 25 años tesis contrarias, respaldadas por los tribunales, provocó polémica en numerosos medios por el secretismo del acuerdo alcanzado; en 1997 se publicó en The New York Times que funcionarios de la IRS encargados del caso habían llegado a ser vigilados por detectives privados contratados por la Iglesia de la Cienciología.
En España, la Audiencia Nacional reconoció el 11 de octubre de 2007 el estatus legal de la cienciología como religión.
La cienciología proclama su carácter religioso. Un ejemplo es el artículo, situado en un portal de internet cienciológico, «Cienciología: análisis y comparación de sus doctrinas y sistemas religiosos» («Scientology - An analysis and comparison of its religious systems and doctrines») por Bryan R. Wilson, Ph. D., catedrático emérito de la Universidad de Oxford (Inglaterra).
El escritor de ciencia ficción y colega de Hubbard, Lloyd Arthur Eshbach, afirma en su autobiografía que Hubbard le dijo, en 1949:

Me gustaría comenzar una religión. ¡Ahí es donde está el dinero!

Otros colegas también afirman haberle escuchado decir expresiones similares.

### Creencias y prácticas
Las creencias centrales de la cienciología son que cada persona es un ser espiritual inmortal (llamado thetan) que posee una mente y un cuerpo, y que las personas son básicamente buenas. La vida que cada uno debería llevar es la de educación, conocimiento y mejora espiritual y ética continua, para poder así ser feliz y alcanzar la salvación definitiva, así como ser más efectivos en la creación de un mundo mejor. La cienciología afirma ofrecer metodologías específicas para ayudar a la persona a conseguir esto.
Otro principio básico de la cienciología es que hay tres componentes básicos interrelacionados (e intrínsecamente espirituales) que son el verdadero fundamento del «estado de vivir» (livingness) exitoso: afinidad, realidad (o acuerdo) y comunicación, que se equiparan al entendimiento. Hubbard llamó a esto «triángulo ARC». Los cienciólogos utilizan el ARC para mejorar sus vidas, basándose ante todo en la creencia de que elevar un aspecto del triángulo incrementa los otros dos.
En un intento de clarificar el concepto de mentes consciente, subconsciente e inconsciente, Hubbard escribió que la mente del hombre está estructurada en dos partes: la «mente analítica» y la «mente reactiva». Describió la mente analítica como la parte positiva, racional y calculadora, mientras la reactiva, de acuerdo con él, funciona sobre la base de estímulos y respuestas. Los cienciólogos creen que la mente reactiva es la raíz de la angustia individual, así como el origen de la aberración de la humanidad y su incapacidad para crear sociedades duraderas, prósperas y saludables.
La metodología central de la cienciología se denomina «auditación» (de la raíz latina audiv-, ‘escuchar’) y consiste en una comunicación personalizada con un «auditor» o ministro de esta iglesia. El auditor ayuda a la persona a llegar a comprenderse a sí mismo y a desentrañar la parte reactiva de su mente, es decir, «cargas» emocionales, incidentes traumáticos específicos, sus propias transgresiones éticas y malas decisiones del pasado que tienden a encerrarlo en una vida que no queda totalmente bajo su propio control.
Las auditaciones emplean el E-Meter, un dispositivo que, según los practicantes de la cienciología, tiene la capacidad de detectar alteraciones emocionales y espirituales en la persona auditada. Aunque es posible realizar auto-auditaciones, los principiantes o aquellos menos familiarizados con la práctica suelen recurrir a sesiones con un auditor. Durante estas sesiones, el auditor guía al participante a través de preguntas diseñadas para explorar y revelar experiencias traumáticas, mientras monitorea sus respuestas emocionales mediante las lecturas proporcionadas por el E-Meter.
Las auditaciones, en el contexto de la cienciología, se presentan como un tipo de terapia que, según sus practicantes, permite a las personas liberarse de sus fobias, obsesiones y conflictos internos, llevándolas a alcanzar un estado de mayor claridad y bienestar espiritual. Sin embargo, la efectividad de las auditaciones y el E-meter ha sido objeto de debate constante. Hasta el momento, no existen pruebas científicas que respalden su funcionamiento, ni estudios rigurosos que validen sus resultados. Su aceptación se basa fundamentalmente en testimonios subjetivos de miembros de la cienciología que han experimentado el proceso. Esto ha llevado a críticas desde diversos sectores, incluidos científicos y expertos en salud mental, quienes argumentan que estas prácticas carecen de bases empíricas y podrían inducir a falsas expectativas sobre la resolución de problemas psicológicos profundos.
La Iglesia de la Cienciología sostiene que su finalidad es un mundo sin guerra, crímenes ni locura, donde la gente buena y decente tenga la libertad de alcanzar sus metas.

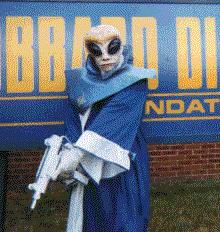
Activista opositor disfrazado del dictador extraterrestre Xenu.

Según la doctrina de la cienciología, Xenu era el dictador de la Confederación Galáctica, que hace 75 millones de años trajo miles de millones de personas a la Tierra en naves espaciales parecidas a aviones DC-8. Seguidamente, los desembarcó alrededor de volcanes y los aniquiló con bombas de hidrógeno. Sus almas (en inglés body thetans) se juntaron en grupos y se pegaron a los cuerpos de los vivos, y aún siguen creando caos y estragos.
Los cienciólogos lo conocen como el «Incidente II», y las memorias traumáticas se asocian a estos como el «Muro de Fuego» o el «implante R6». La historia de Xenu es una pequeña parte de la gran gama de creencias de la cienciología sobre civilizaciones extraterrestres y sus intervenciones en acontecimientos terrenales, en conjunto descritos como una obra de ciencia ficción sobre los viajes en el espacio por L. Ron Hubbard, escritor de ciencia ficción y fundador de la cienciología.
Hubbard reveló detalladamente esta historia a los integrantes del nivel OT III en 1967. En la historia de Xenu se dio la introducción del empleo del volcán como un símbolo común de la cienciología y dianética, que persiste hasta nuestros días.
En 1988, el coste de aprender los secretos del nivel OT III era de 6,500 dólares. A esto habría que añadir el coste de los cursos anteriores que son necesarios para alcanzar el nivel de OT III, que a menudo supera los 100,000 dólares. La creencia en Xenu y en los tethanes corporales es un requisito para el progreso de los cienciólogos a través de lo que cienciología llama el Puente a la Libertad Total. Se espera que aquellos que no experimentan los beneficios del curso del OT III lo hagan de nuevo y vuelvan a pagar por él.
La cienciología evita hacer mención de Xenu en declaraciones públicas y ha hecho un esfuerzo considerable a mantener la confidencialidad, incluyendo acciones legales basadas en los derechos de propiedad intelectual y en el secreto comercial. A pesar de esto, mucho material sobre Xenu se ha filtrado al público.

## Organizaciones de la cienciología
La estructura interna de las organizaciones de la cienciología es fuertemente burocrática con un enfoque en la gestión basada en estadísticas. Los presupuestos operativos organizacionales están relacionados con el rendimiento y están sujetos a revisiones frecuentes.

### Estadísticas de miembros
Una encuesta de 2001 estimó que 55 000 personas en los Estados Unidos afirmaron ser cienciólogos. Las estimaciones mundiales de cienciólogos practicantes varían entre 100 000 y 200 000, principalmente en los EE. UU., Europa, Sudáfrica y Australia. En 2008 una encuesta de identificación religiosa estadounidense descubrió que el número de cienciólogos estadounidenses se había reducido a 25 000. Una encuesta del 2008 del Trinity College concluyó que solo había 25 000 cienciólogos estadounidenses. La cienciología también está en declive en el Reino Unido. En 2011, Jeff Hawkins estimó que había 40 000 cienciólogos en todo el mundo.
Aunque la Iglesia de la cienciología afirma ser el movimiento religioso de más rápido crecimiento en la Tierra, las estimaciones de la iglesia sobre sus números de miembros se exageran significativamente.

### Organización del Mar
Las personas de mayor rango en la jerarquía de la cienciología son miembros de la Organización del Mar. La organización abarca a unos 5000 cienciólogos con mayor dedicación, que trabajan por un salario bajo y firman un contrato de mil millones de años.

### Fuerza del Proyecto de Rehabilitación
La Fuerza del Proyecto de Rehabilitación (Rehabilitation Project Force, RPF) es una parte controvertida del sistema de "justicia" de la cienciología. Cuando los miembros de la Organización del Mar son encontrados culpables de alguna transgresión son asignados a esta. La RPF implica un régimen diario de cinco horas de auditación o estudio, ocho horas de trabajo, a menudo trabajo físico, como la renovación de un edificio, y al menos siete horas de sueño. Douglas E. Cowan y David G. Bromley afirman que los académicos y los observadores han llegado a conclusiones radicalmente diferentes sobre la RPF y sobre si esta es "voluntaria o coercitiva, terapéutica o punitiva".

### Oficina de Asuntos Especiales
La Oficina de Asuntos Especiales (Office of Special Affairs, OSA), anteriormente llamada Oficina del Guardián (Guardian Office, GO) es un departamento de la Iglesia de la cienciología que ha sido calificado como una agencia de inteligencia no estatal. Se dirige a los críticos de la iglesia para el asesinato de su reputación.
Un artículo de 1990 en Los Ángeles Times informó que en la década de 1980 la iglesia usaba más habitualmente a investigadores privados, incluyendo a antiguos y a actuales oficiales de policía de Los Ángeles, para proveerse de una protección legal en el caso de que sus embarazosas tácticas se hicieran públicas.

### Iglesia de la Tecnología Espiritual
La Iglesia de la Tecnología Espiritual (Church of Spiritual Technology, CST) ha sido descrita como la "organización más secreta en toda la cienciología". La organización posee los derechos de autor de todos los materiales de la Cienciología y la mayor parte del patrimonio de Hubbard.
Se dice que Shelly Miscavige, esposa del líder David Miscavige, que no ha sido vista en público desde 2007, está detenida en un complejo la CST en Twin Peaks, California.

### Franquicias y organizaciones avanzadas
El primer contacto de muchos cienciólogos con la cienciología es a través de grupos informales locales y auditores de campo que practican el asesoramiento de dianética. Además de estos, la cienciología posee cientos de iglesias y misiones alrededor del mundo. Aquí es donde los cienciólogos reciben capacitación introductoria, y es en este nivel local donde la mayoría de los cienciólogos participan. Las iglesias y misiones son franquicias con licencia; pueden ofrecer servicios por una tarifa siempre que contribuyan con una proporción de sus ingresos y cumplan con el Centro de Tecnología Religiosa y sus estándares.
Los niveles de thetán operante (Operating Thetan, OT) se ofrecen solo en las organizaciones avanzadas de la cienciología (Los Ángeles, Sídney, East Grinstead y Copenhague). La Organización de Servicio Bandera (Flag Service Organization) en Clearwater, Florida, ofrece los niveles OT VI y VII. El barco de la cienciología Freewinds ofrece el nivel OT VIII.

### Centros de Celebridades
En 1955 Hubbard creó una lista de 63 celebridades para convertirlas a la cienciología. En una carta sobre política de la iglesia de 1973, L. Ron Hubbard escribió: «El propósito del Centro de Celebridades es avanzar en la expansión y la popularización de la cienciología a través de las artes».
La cienciología opera ocho iglesias que son designadas como «Centros de Celebridades», designados para el ministerio con celebridades cienciólogas. El mayor de estos está en Hollywood, California, y se llama Centro de Celebridades Internacional de la Iglesia de la Cienciología (Church of Scientology Celebrity Centre International). El Centro de Celebridades Internacional fue el primero que se inauguró en 1969 y su inauguración se celebra la primera semana de agosto de cada año en una gala nocturna.
La antigua estrella del cine mudo Gloria Swanson y los actores Tom Cruise y John Travolta han hablado públicamente sobre su compromiso con la cienciología, al igual que la actriz y músico Juliette Lewis.

### Técnicas de la cienciología en diversos ámbitos
Varias organizaciones de la cienciología promueven el uso de prácticas cienciólogas como un medio para resolver problemas sociales. La cienciología empezó a centrarse en estos asuntos a comienzos de la década de 1970, con el liderazgo de Hubbard. La iglesia desarrolló programas para combatir la drogadicción, el analfabetismo, las dificultades de aprendizaje y el comportamiento criminal. Estas han sido presentadas a colegios, empresas y comunidades como técnicas seculares basadas en escritos de Hubbard. La Asociación para la Vida Mejor y la Educación (Association for Better Living and Education, ABLE) actúa como organización paraguas para estos esfuerzos. Entre los ejemplos destacables están:
- Narconon: una organización ciencióloga que promueve las teorías del L. Ron Hubbard contra el abuso de substancias y las adicciones.
- Criminon: una rama de Narconon, introduce en las prácticas de la cienciología a los que han cometido crímenes.[83][96]
- Escolástica Aplicada (Applied Scholastics): fundada en 1972, enseña técnicas de estudio cienciólogas a estudiantes K-12.[97] Dentro de esto se encuentra el Programa Delphi, que se aplica en la Escuela Delphiana de Sheridan, Oregón.[98]
- Empresas del Instituto Mundial de la Cienciología (World Institute of Scientology Enterprises, WISE): aplica prácticas cienciólogas a los negocios.[97] El proveedor de formación más destacado para hacer uso de la tecnología de Hubbard es el Sistema de Gestión Sterling (Sterling Management Systems).[97]
- Fundación el Camino a la Felicidad (The Way to Happiness Foundation) promueve un código moral escrito por Hubbard, traducido hasta la fecha a más de 40 idiomas.[97]

## Críticas
En 2012 el Tribunal de Apelaciones de Francia confirmó una pena contra la Asociación Espiritual de la Iglesia de la Cienciología y el Celebrity Centre por estafa y por ser una banda organizada; fueron condenados a pagar 400 000 y 200 000 euros de multa respectivamente y sus responsables fueron condenados al pago de multas de 10 000 a 30 000 euros y dos años de cárcel.
La cienciología fue definida por el académico Stephen A. Kent en un artículo de 1999 como una empresa transnacional multifácetica, en lugar de una religión. En el mencionado artículo especifica que:

Otros componentes [de la cienciología] incluyen aspiraciones políticas, empresas comerciales, producciones culturales, prácticas pseudomédicas, reclamos pseudopsiquiátricos y (entre sus miembros más devotos que se han unido a la Organización del Mar), una estructura familiar alternativa. Las demandas laborales de la Organización del Mar parecen dejar poco tiempo para una crianza infantil de calidad. Sin embargo, lo más perturbador de la vida de la Organización del Mar es que los miembros pueden estar sujetos a castigos extremadamente severos e intrusivos a través de controles de seguridad, audiencias internas llamadas "Comités de Evidencia" y un programa de trabajos forzados y adoctrinamiento conocido como Fuerza del Proyecto de Rehabilitación.

### Psiquiatría
La posición de L. Ronald Hubbard y de la cienciología en general respecto a las ciencias de la psiquiatría y la psicología es profundo desprecio. Hubbard y los cienciólogos consideran que los psiquiatras y psicólogos del mundo se enriquecen mientras conspiran para envenenar a las personas con medicamentos, mantener a las poblaciones globales drogadas y contenidas, realizar lavados cerebrales, abusar sexualmente de sus pacientes, quitarles la identidad a las personas e inventar padecimientos imaginarios. Según palabras del propio Hubbard:

Los nombres y conexiones, en este tiempo, del enemigo amargamente contrario son:

1. La psiquiatría y la psicología (no la medicina).

2. Los jefes de la prensa que son también directores de grupos psiquiátricos delanteros.

3. Algunas figuras claves políticas en los campos de la «salud mental» y la educación.

4. Una disminución de estabilidad monetaria causada por la planificación de corriente de los banqueros que son también los directores de las organizaciones psiquiátricas delanteras que nos harían incapaces de funcionar.
Targets, Defense

Hubbard consideraba, según estas palabras, que existía una conspiración mundial de psiquiatras/psicólogos controlando la prensa, la educación y la banca internacional cuya finalidad era destruir a los cienciólogos. Para combatir a estas disciplinas Hubbard sugiere:

Psiquiatría y psicología deben ser redefinidos para significar un enemigo antisocial de la gente. Esto quitará al asesino loco psiquiatra de la lista preferida de profesiones. La definición de una palabra está basada en las emociones que provocan los símbolos con los que se asocia y los cientólogos están redefiniendo "doctor", "psiquiatra" y "psicología" para significar elementos indeseables y antisociales. El modo de redefinir una palabra debe conseguir la nueva definición repetida tan a menudo como posible. Así es necesario redefinir la medicina, la psiquiatría y la psicología negativamente y redefinir la dianética y la cienciología positivamente. Esto, que las palabras están preocupadas, es la batalla de opinión pública por la creencia en sus definiciones, y no aquellos de la oposición. Un esfuerzo constante, repetido es la clave para cualquier éxito con esta técnica de propaganda
L. Ron Hubbard, Propaganda by redefinition of words

### Homosexualidad
La doctrina formal de la cienciología, basada en los conceptos promulgados por L. Ron Hubbard, declaran la conducta homosexual como una perversión y una enfermedad, clasificada como una de las peores desviaciones sexuales y de las que más negativamente impactan en la sociedad. A menudo se considera que esta posición antihomosexual, calificada de homofobia por los críticos de la organización, fue la causante del suicidio del hijo de Hubbard, Quentin Hubbard (1954-1976), quien era homosexual. La cienciología no solo considera como una degeneración la homosexualidad sino también la promiscuidad y el sadomasoquismo
La posición formal de la Iglesia de la Cienciología respecto a los homosexuales se ve en uno de sus manuales:

Homosexuals don't practice love. Their relationships consist of: 1) brief, sordid and impersonal meetings or 2) longer arrangements punctuated by dramatic tirades, discords, jealousies and frequent infidelity. It could hardly be otherwise since the tone is made up of suspicion and hate, producing a darling sweetness interspersed with petty peevishness. Their "love" turns to deep contempt eventually.
Los homosexuales no practican el amor. Sus relaciones consisten en: 1) encuentros breves, sórdidos e impersonales, o 2) arreglos largos caracterizados por dramáticos resquemores, desacuerdos, celos y frecuente infidelidad. Difícilmente puede ser de otra manera ya que el tono está compuesto de la sospecha y el odio, produciendo un dulzor tierno esparcido por el pequeño mal humor. Al fin su «amor» se convierte en profundo desprecio.
Ruth Minshull, Cómo escoger a las personas

En todo caso, Hubbard consideraba que la cienciología y la dianética podían curar la homosexualidad (así como el asma, la artritis y el trastorno bipolar) mediante sus terapias

### Internet
En la década de 1990, la Iglesia de la cienciología, presidida por David Miscavige, tomó medidas contra las crecientes críticas a la cienciología en Internet y la distribución en línea de documentos relacionados con la cienciología.
A partir de 1991, Scientology presentó cincuenta demandas contra la Cult Awareness Network (CAN), crítica de la cienciología. Muchas de las demandas fueron desestimadas, pero una resultó en pérdidas de 2 millones, llevando a la quiebra a la CAN. En bancarrota, el nombre y el logotipo de CAN fueron adquiridos por un cienciólogo. Se estableció una New Cult Awareness Network con el respaldo de la cienciología, que funciona como un centro de información y redes para religiones no tradicionales, que remite llamadas a académicos y otros expertos.
En una demanda estadounidense de 1993 presentada por la Iglesia de la cienciología contra Steven Fishman, un exmiembro de la Iglesia, Fishman hizo una declaración judicial que incluyó varias docenas de páginas de secretos esotéricos que detallaban aspectos de la cosmogonía de la cienciología. Como resultado del litigio, este material, normalmente salvaguardado estrictamente y usado solo en los niveles OT más avanzados, pasó a poder encontrarse en Internet. Esto resultó en una batalla entre la Iglesia de la Cienciología y sus críticos de Internet sobre el derecho a desclasificar este material o salvaguardar su confidencialidad. La Iglesia de la cienciología se vio obligada a emitir un comunicado de prensa reconociendo la existencia de esta cosmogonía, en lugar de permitir que sus críticos "distorsionen y usen mal esta información para sus propios fines". Aun así, el material, especialmente la historia de Xenu, desde entonces ha sido ampliamente difundido y utilizado para caricaturizar a la cienciología, a pesar del vigoroso programa de litigios de derechos de autor de la Iglesia.
En enero de 1995, la abogado de la iglesia Helena Kobrin intentó clausurar el grupo de noticias alt.religion.scientology enviando un mensaje de control indicando a los servidores Usenet que eliminasen el grupo. En la práctica, este mensaje para eliminar el grupo tuvo poco efecto, dado que la mayoría de los servidores de Usenet están configurados para ignorar dichos mensajes cuando se envían a grupos que reciben tráfico considerable, y se emitieron mensaje de grupos nuevos rápidamente para recrear el grupo en aquellos servidores que no lo hicieron. Sin embargo, la emisión del mensaje provocó una gran cantidad de críticas públicas por parte de los defensores de la libertad de expresión. Entre las críticas planteadas, una fue que el verdadero motivo de la cienciología era suprimir la libertad de expresión de sus críticos.
A partir de mediados de 1996 y durante varios años, el grupo de noticias fue atacado por personas anónimas utilizando una táctica llamada "sporgery" por algunos, en la forma de cientos de miles de mensajes de spam falsificados publicados en el grupo. Algunos investigadores dijeron que se había rastreado el spam hasta miembros de la iglesia. El ex cienciólogo Tory Christman más tarde afirmó que la Oficina de Asuntos Especiales había emprendido un esfuerzo concertado para destruir el grupo de noticias alt.religion.scientology a través de estos medios; el esfuerzo fracasó.
El 14 de enero de 2008, un video producido por la Iglesia de la Cienciología con una entrevista a Tom Cruise se filtró a Internet y se subió a YouTube. La Iglesia de la cienciología emitió una reclamación por violación de derechos de autor contra YouTube solicitando la eliminación del video. Posteriormente, el grupo Anonymous expresó sus críticas a la cienciología y comenzó a atacar a la iglesia. Llamando a la acción de la cienciología como una forma de censura de Internet, participantes de Anonymous coordinaron el Proyecto Chanology, consistente en una serie de ataque de denegación de servicio contra los sitios webs de la cienciología y llamadas y fax de broma a centros de la cienciología.. En enero de 2008, Anonymous anunció sus intenciones mediante un vídeo en YouTube titulado "Mensaje a la cienciología" y un comunicado de prensa de declarar una "guerra" contra la cienciología y contra el Centro de Tecnología Religiosa. En el comunicado de prensa, el grupo declaró que los ataques contra la Iglesia de la cienciología continuarían para proteger la libertad de expresión y terminar con lo que consideraban como la explotación financiera de los miembros de la iglesia.
El 28 de enero de 2008, apareció un video de Anonymous en YouTube llamando a protestar fuera de los centros de la Iglesia de la cienciología el 10 de febrero de 2008. Según una carta que Anonymous envió por correo electrónico a la prensa, unas 7,000 personas protestaron en más de 90 ciudades en todo el mundo. Muchos de los manifestantes llevaban máscaras del personaje V de Vendetta (influenciado por Guy Fawkes) o disfrazaron de otra forma sus identidades, en parte para protegerse a sí mismos de represalias de la Iglesia de la cienciología. Desde entonces, ha habido muchas más protestas en ciudades de todo el mundo.

#### Cienciología y Wikipedia
El Comité de Arbitrio de Wikipedia en inglés decidió en mayo de 2009 restringir el acceso a su sitio a direcciones IP de la Iglesia de la Cienciología para prevenir que se sirvieran de ella los editores cienciólogos. También se baneó a un "host de editores anti-cienciología". El comité concluyó que ambos bandos tenían una "política de juego" y recurrían a "tácticas de campo de batalla", con artículos sobre personas vivas como las "peores víctimas".

### Operación Blancanieves
Los cienciólogos cometieron infiltración, escuchas telefónicas y robo de documentos en las oficinas gubernamentales de Estados Unidos, especialmente en las del Servicio de Impuestos Internos. Once ejecutivos de alto rango de la Cienciología, entre ellos Mary Sue Hubbard (esposa del fundador L. Ronald Hubbard y segunda al mando de la organización), se declararon culpables y fueron condenados en un tribunal federal por obstrucción de la justicia, robo de oficinas gubernamentales y robo de documentos y propiedad del gobierno. El caso fue Estados Unidos v. Mary Sue Hubbard et al., 493 F. Sup. 209 (D. D. C. 1979).

## En la cultura popular
- En el capítulo «Con-Text» de la segunda temporada de la serie Law & Order: Criminal Intent aparece la secta Grace Note, la cual cobra a las personas miles de dólares por cursos de superación personal en donde podrían supuestamente liberarse de «programación negativa de su pasado».[146] El líder de la secta es encontrado culpable de varios asesinatos en donde matan a miembros o familiares de miembros de la secta por medio de inanición y privación del sueño.[147]

- En el capítulo «Trapped in the Closet» de la novena temporada de la serie animada South Park, el argumento del episodio se centra en Stan, que se une a la Iglesia de la Cienciología en un intento de encontrar algo «divertido y gratuito». Tras descubrirse que tiene sorprendentemente altos sus "niveles thetan", es reconocido como la reencarnación del fundador de la iglesia, L. Ron Hubbard. El título es una referencia a la canción de R. Kelly del mismo nombre. Y en el primer capítulo de la décima temporada "The Return of Chef" Chef se une a un grupo de "súper aventura" (que es una parodia a un grupo de la cienciología) en el cual se aspira a alcanzar la inmortalidad teniendo sexo con niños; esto se debe a que Isaac Hayes (la voz de Chef) dejó la serie con escándalos debido a que aparentemente se había unido a un grupo de cienciología.

- En la serie policial The Mentalist, aparece recurrentemente la secta "Visualize, la Iglesia de la Auto-realización", a la cual se encuentra ligado el asesino en serie Red John, y que ha sido señalada como una parodia de la cienciología.[148]

- En Watch Dogs 2, se parodia la cienciología en una misión llamada "Falsos Profetas". En esta el grupo activista DedSec se enfrenta a la Iglesia del New Dawn para descubrir el sometimiento y coacción de sus miembros así como revelar al público sus falsas bases.[149]

- En el Videojuego Grand Theft Auto V, se parodia la cienciologia con el Programa Épsilon (The Epsilon Program en inglés), donde Michael De Santa; uno de los protagonistas del juego, debe realizar varias misiones para dicho culto. Estas misiones consisten en reunirse con miembros del programa que por lo general le piden dinero y que obtenga objetos bastante costosos, para hacer que Michael alcance la verdad absoluta. Siempre visten de ropa color azul claro. Su líder espiritual se llama Cris Formage y siempre al saludar y despedirse dicen: "Kifflom!".[150][151]
- En el videojuego Fallout II,aparece la secta religiosa de los "Hubologistas" fundada por Dick Hubbell antes de la gran guerra, creen que la ciencia que practican los científicos es falsa y que solo su líder AHS-9 puede enseñar la verdad. Durante el transcurso del juego al investigar el culto, el Elegido puede encontrar evidencia de que el culto se fundó con el fin de estafar a sus seguidores.[152]
- En la serie animada para adultos de Netflix Big Mouth (Episodio 7, Temporada 1) "Maurice" le explica a Andrew que la vida en la tierra surgió luego que un alienígena tuviera relaciones sexuales con el planeta. Andrew le dice que eso suena a Cienciología, a lo que Maurice le contesta que "ellos son quienes más se acercan a la verdad".